# 花嫁三次方
《花嫁三次方》是野々原ちき的日本四格漫畫作品，於《Manga Time Kirara》上連載。中文版由東立出版社代理發行。

## 故事簡介
3個女孩子進入高中後互相認識，沒想到喜歡的人卻是同一個人。
在本作品中，3名少女喜歡同一個人，彼此間感情卻很好，而三人暗戀的少年卻完全沒有注意到。
故事中不時出現作者前作「姐妹的方程式」中的角色。
作品首先在《Manga Time Kirara MAX》2008年2月號上刊載，其后於芳文社《Manga Time Kirara》2008年3月號至2010年8月號連載。共出版2本單行本。

## 登場人物
福田 本太
升上高中後開始隱藏自己的御宅族身分，雖然本人覺得隱藏的很好，實際上周圍的人早就都知道了。
常陷入妄想中，很想交女朋友，不過完全沒注意到有3個女生喜歡她。
唯一的優點是跑的很快。
高砂 雀
喜歡本太的女孩子。
個性非常溫和，總是瞇著眼。擁有姣好身材。
家裡相當有錢，金錢觀和周圍的人完全不同。女僕中野隨時在身旁待命。
用小木木稱呼木子。
對自己跑不快這點感到煩惱，因為本太跑的很快而喜歡上他。
小鶴 木子
國中時就和本太是同班同學，知道他過去的樣子。
國中時因為出來袒護被排擠的本太，不知不覺就喜歡上他，但是因為傲嬌個性使然，不但說不出口，反而還對他特別嚴厲。
成績優秀，是全學年第一名，國中時擔任班長。
作品中最有常識的人。
松島 可羅娜
典型的女高中生。
個性開朗活潑，不論再男女之間都廣受歡迎。
喜歡寫網誌，頻繁的用手機更新。
因為本太和以前養的雜種狗可羅助很像而喜歡上他。

## 出版書籍
| 冊數 | 芳文社        | 芳文社                 | 東立出版社    | 東立出版社             |
| 冊數 | 發售日期      | ISBN                   | 發售日期      | ISBN                   |
| ---- | ------------- | ---------------------- | ------------- | ---------------------- |
| 1    | 2009年7月12日 | ISBN 978-4-8322-7819-6 | 2010年3月3日  | ISBN 978-986-10-5152-9 |
| 2    | 2010年9月10日 | ISBN 978-4-8322-7938-4 | 2012年9月13日 | ISBN 978-986-10-6192-4 |

### 註解
1. ↑  班上同學都叫他「勇者」。
2. ↑  周圍同學因為她的行動而知道她喜歡本太，兩人在不知情的狀況下被當成班對。
3. ↑  因為可愛的外表讓她很受歡迎，不過一說話就會讓人理想幻滅。
4. ↑  網誌名為「可羅可羅的每日」，小有名氣，不過滿滿都是女高中生用語。